# 奥拉夫·霍伊克罗特
奥拉夫·霍伊克罗特（德語：Olaf Heukrodt，1962年1月23日—），德国男子皮划艇运动员。他曾代表东德、德国参加1980年、1988年和1992年夏季奥林匹克运动会皮划艇比赛，获得一枚金牌、二枚银牌和二枚铜牌。